# 1532年大彗星
1532年大彗星（Great Comet of 1532），正式命名為C/1532 R1，是一顆1532年肉眼可見的彗星。由於其非凡的亮度，它被認為是大彗星之一。

## 觀測紀錄
兩本中文文獻紀錄這顆彗星首次出現於1532年9月2日上午（當地時間），彗尾長度1°。這顆彗星接下來一直停留在早晨的天空中。兩週後，9月13日，這顆彗星首次在韓國出現，一天後在日本出現。10月1日左右，韓國人報告彗星尾巴長度為10°，顏色為白色。
歐洲觀測者記錄了彗星的精確位置，從中得出相當精確的軌道要素。數學家和天文學家彼得魯斯·阿皮亞努斯在木刻版畫中描繪了彗星的位置和彗尾的方向；他於9月25日至11月20日在萊比錫和德累斯頓觀測到它。
9月22日至12月3日觀測的詳細資料來自維羅納地區的吉羅拉莫·弗拉卡斯托羅，但他的資料與彼得魯斯·阿皮亞努斯的資訊不太吻合。帕拉塞爾蘇斯也觀察了這顆彗星，並將其尾巴描述為一把掃帚。
對這顆彗星的最後一次觀測是在12月下旬進行的，可能是12月30日上午（當地時間）在韓國進行的。
10月13日，這顆彗星的視星等達到-1等。

## 研究
埃德蒙·哈雷認為1532年大彗星與1661年大彗星（C/1661 C1）是同一顆彗星。根據他的預測這顆彗星本應在1788年或1789年左右再次出現，但是彗星並沒有出現。早在1781年，皮埃爾·梅尚就駁斥了當時盛行的理論，認為這兩顆彗星不是同一個物體。當池谷-張彗星在2002年出現時，根據初步計算顯示它可能是1532年彗星回歸。然而，科學家確定了更精確的軌道元素後，確定這種說法是站不住腳的。最終天文學家證明池谷-張彗星就是1661年大彗星（C/1661 C1）。